# Heinz Langer (Diplomat)
Heinz Langer (* 27. Juni 1935 in Schwarzheide; † 22. Dezember 2022) war ein deutscher Diplomat. Er war Botschafter der DDR in Kuba, Guyana und Jamaika.

## Leben
Langer, Sohn einer Arbeiterfamilie, erlernte den Beruf des Drehers und arbeitete 1953 als Facharbeiter im VEB Braunkohlenwerk Lauchhammer-Ost. Von 1953 bis 1956 besuchte er die Arbeiter-und-Bauern-Fakultät in Leipzig und Halle (Saale). 1956 erwarb er das Abitur. Anschließend studierte er bis 1962 am Institut für internationale Beziehungen in Moskau mit der Spezialisierung Lateinamerika.
Ab 1962 arbeitete er im Ministerium für Auswärtige Angelegenheiten der DDR (MfAA) in der Abteilung Lateinamerika, Sektor Brasilien. 1964/65 war er Attaché an der Botschaft der DDR in Havanna. Danach wirkte Langer bis 1969 als Sektorenleiter für Chile, Argentinien und Brasilien in der 6. Außereuropäischen Abteilung des MfAA. Von 1969 bis 1973 war er stellvertretender Leiter bzw. amtierender Leiter der Handelsvertretung der DDR in Rio de Janeiro. Von 1973 bis 1975 fungierte er als Sektorenleiter Lateinamerika der Abteilung Internationale Verbindungen beim ZK der SED. Von Mai 1975 bis Juni 1979 und von Juni 1983 bis April 1986 war Langer Botschafter der DDR in Kuba, von 1975 bis 1979 war er als Botschafter zweitakkreditiert in Guyana sowie von 1977 bis Juni 1979 und von April 1984 bis 1986 zweitakkreditiert in Jamaika. Von 1979 bis 1981 war Langer Sekretär der SED-Kreisleitung im MfAA, ab 1986 in der Abteilung Interne Information des MfAA tätig. 
Langer erhielt 1985 für seine diplomatischen Einsätze in Lateinamerika und Kuba den Vaterländischen Verdienstorden in Bronze. 
Im Jahr 1989 war er Direktor des Büros für die DDR-Kulturzentren im Ausland.
Mit der Abwicklung des diplomatischen Korps der DDR nach der Wende wurde Langer, der fünf Sprachen sprach, arbeitslos und war gelegentlich für ein Berliner Reisebüro als Reiseleiter auf Kuba tätig, wobei auch Gesprächstermine mit dortigen Regierungsmitgliedern im Programm standen. Er war aktiv in der Freundschaftsgesellschaft BRD-Kuba und Mitglied der Deutschen Kommunistischen Partei.
Langer lebte zuletzt als Rentner in Berlin.

## Schriften
- Kuba. Die lebendige Revolution. Zur Entwicklung Kubas in jüngster Zeit. Verlag Wiljo Heinen, Böklund 2007, ISBN 978-3-939828-06-8.
- Zärtlichkeit der Völker. Die DDR und Kuba. Verlag Wiljo Heinen, Berlin 2010, ISBN 978-3-939828-48-8.
- Mit Bedacht, aber ohne Pause. Zur Entwicklung in Kuba. Verlag Wiljo Heinen, Berlin und Böklund 2011, ISBN 978-3-939828-80-8.